# Église Saint-Mériadec-de-Stival de Pontivy
L’église Saint-Mériadec-de-Stival, dite aussi chapelle Saint-Mériadec, est une église catholique située à Pontivy (Morbihan),.

## Localisation
L'église est située dans le département français du Morbihan, sur la commune de Pontivy, dans le bourg de Stival. Le bourg est situé à 3,5 km au nord-ouest du centre de Pontivy.

## Historique
Le bourg de Stival est devenu le siège d'une commune en 1790, mais dès 1805 Napoléon Ier la rattache à Pontivy. En revanche, l'existence de la paroisse de Stival est attestée dès 1314. Longtemps elle est unie à la paroisse de Malguénac. Supprimée au concordat de 1802, elle est rétablie comme paroisse distincte en 1820. Il y avait autrefois à Stival l'église de Saint-Pierre. Menaçant ruine, elle est désaffectée en 1914 et démolie en 1931. La chapelle Saint-Mériadec, voisine, devient alors église paroissiale. La nef de l'édifice date du XVe siècle, tandis que le transept et le chevet plat sont du XVIe siècle.
L'édifice est inscrit au titre des monuments historiques en 1933 et classé en 1985.

## Description
L'église, de style ogival, et en forme de croix latine, mesure environ 22 m sur 6,5 m. Elle est dotée d'une tour-porche massive. La voûte intérieure est garnie d'un lambris peint sur arceaux de bois. L'intérieur de l'église abrite deux grandes verrières classées par les monuments historiques le 3 octobre 1903. La verrière du bras sud du transept date de 1552 et comporte 13 scènes de la passion. La verrière du chevet retrace la généalogie de Jésus (arbre de Jessé). De chaque côté de cette verrière ont été mis au jour il y a quelques années des fresques murales du XVIe siècle relatant la vie de saint Mériadec.

## Les fresques
Les fresques relatent sur une séquence d'images la vie de saint Mériadec en douze scènes. Celles-ci ne sont pas à un anachronisme près puisqu'elles font côtoyer saint Mériadec, qui a vécu au VIIe siècle, et le vicomte de Rohan, contemporain de la construction de l'église.

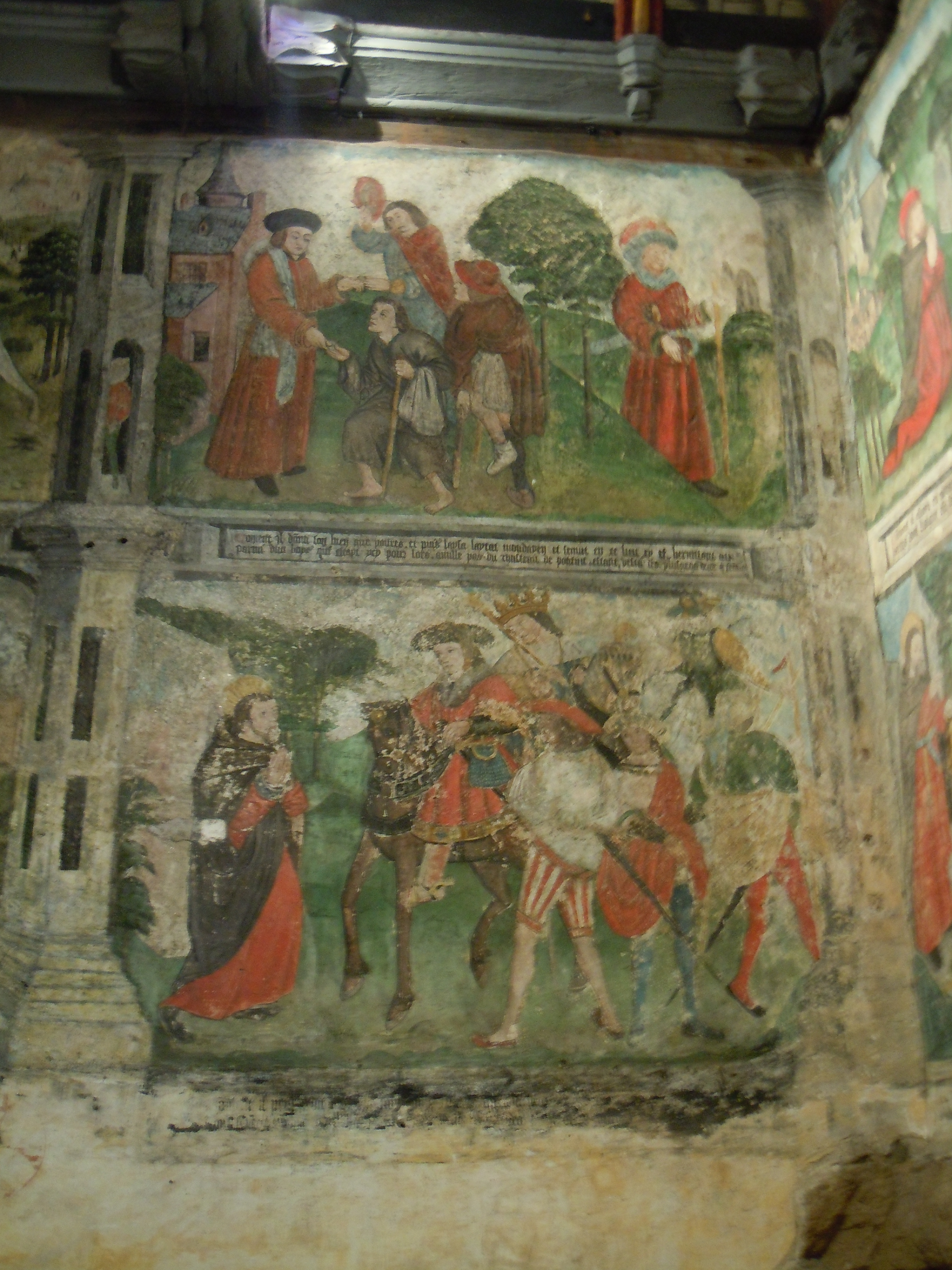
Fresques de la vie de saint Mériadec, où il donne ses biens aux pauvres (en haut) et prie le vicomte de Rohan de poursuivre les voleurs (en bas).
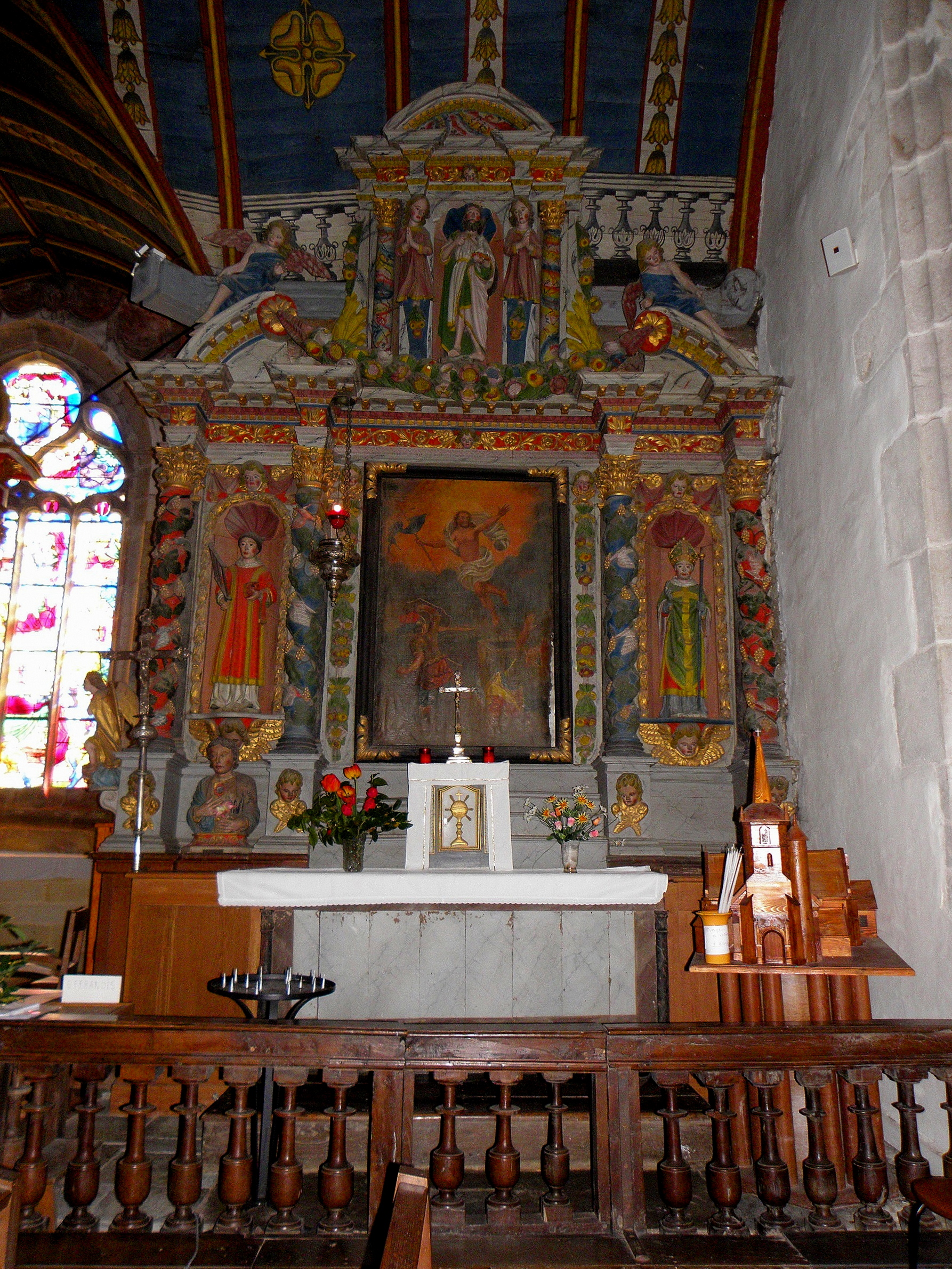
Retable de la Résurrection du croisillon est[3].

## Littérature
L'écrivain Henri Vincenot insère une visite à l'église Saint-Mériadec dans un parcours à vélo d'un des voyages du professeur Lorgnon « dans le cercle magique » et signale que sa cloche « guérissait les sourds et assourdissait les entendants ».